# Jamir Watkins
Jamir Kamal Watkins (Trenton, Nueva Jersey, 6 de julio de 2001) es un baloncestista estadounidense que pertenece a la plantilla de los Washington Wizards de la NBA, con un contrato dual que le permite jugar además en su filial de la G League, los Capital City Go-Go. Con 1,98 metros de estatura, juega en la posición de alero.

## Trayectoria deportiva

### Universidad
Jugó dos temporadas con los VCU de la Universidad de la Mancomunidad de Virginia, aunque pasó entremedias una temporada completamente en blanco debido a una lesión en la rodilla. Promedió 8,6 puntos, 4,2 rebotes y 1,1 asistencias por partido. Tras esos tres años con VCU, solicitó su ingreso en el portal de transferencias de la NCAA.
Fue transferido a los Seminoles de la Universidad Estatal de Florida. Allí disputó dos temporadas más, en las que promedió 17,0 puntos, 5,9 rebotes, 2,6 puntos y 1,6 robos de balón por partido. Al término de la segunda fue incluido en el segundo mejor quinteto de la Atlantic Coast Conference.

#### Estadísticas
| Año     | Equipo        | PJ       | PT       | MPP      | %TC      | %3P      | %TL      | RPP      | APP      | ROB      | TPP      | PPP      |
| ------- | ------------- | -------- | -------- | -------- | -------- | -------- | -------- | -------- | -------- | -------- | -------- | -------- |
| 2020–21 | VCU           | 26       | 2        | 18.4     | .389     | .289     | .746     | 2.6      | .7       | .9       | .2       | 7.2      |
| 2021–22 | VCU           | Redshirt | Redshirt | Redshirt | Redshirt | Redshirt | Redshirt | Redshirt | Redshirt | Redshirt | Redshirt | Redshirt |
| 2022–23 | VCU           | 35       | 17       | 23.5     | .413     | .340     | .721     | 5.4      | 1.5      | 1.2      | .7       | 9.5      |
| 2023–24 | Florida State | 33       | 33       | 28.1     | .457     | .344     | .795     | 6.0      | 2.8      | 1.9      | .8       | 15.6     |
| 2024–25 | Florida State | 32       | 32       | 30.9     | .427     | .321     | .747     | 5.7      | 2.4      | 1.2      | .5       | 18.4     |
| Total   | Total         | 126      | 84       | 25.6     | .427     | .325     | .758     | 5.1      | 1.9      | 1.3      | .6       | 12.9     |

### Profesional
Fue elegido en la cuadragésimo tercera posición del Draft de la NBA de 2025 por los Utah Jazz, pero fue automáticamente traspasado a los Washington Wizards, franquicia con los que firmó un contrato dual el 6 de julio, que le permite además jugar en su filial de la G League, los Capital City Go-Go.